# 豊島正之
豊島 正之（とよしま まさゆき、1955年10月 - ）は、日本の言語学者。専門は中世日本語文献学。北海道大学助教授・東京外国語大学アジア・アフリカ言語文化研究所教授、上智大学文学部教授を経て、上智大学名誉教授。
キリシタン資料の研究で知られるほか、JIS X 0208:1997、JIS X 0213:2000のふたつの文字コードでは規格制定委員を務め、『言語学大辞典』や『国語学』（国語学会学会誌）、漢字規範データベース等、各種データベースの電子化などにとり組んでいる。

## 略歴
- 1979年3月 - 東京大学文学部言語学科卒業
- 1981年3月 - 東京大学大学院人文科学研究科言語学専攻修士課程修了
- 1985年9月 - 東京大学大学院人文科学研究科言語学専攻博士課程単位取得退学
- 1985年4月 - 東京大学文学部言語学講座助手
- 1986年4月 - 北海道大学文学部助教授
- 1996年4月 - 東京外国語大学アジア・アフリカ言語文化研究所助教授
- 2008年4月 - 同教授
- 2013年4月 - 上智大学文学部教授
- 2023年4月 - 同名誉教授[1]

## 研究業績
- 1982年 「初期キリシタン文献の文語文に見える「ともに」について」『国語と国文学』59 (2)
- 1984年
  - 「「ぎやどぺかどる」の巻末字集に就て」『国語と国文学』61 (1)
  - 「『開合』に就て」『国語学』136
- 1987年 『キリシタン版ぎやどぺかどる: 本文・索引』清文堂
- 1995年 「ロドリゲス文典の音声記述: 自筆写本類を資料として」『築島裕先生古稀記念国語学論集』汲古書院
- 2001年 「解説」尾原悟編『ぎやどぺかどる』キリシタン研究38、教文館
- 2002年 「キリシタン文献の漢字整理について」『国語と国文学』79 (11)
- 2005年 「言語普遍の系譜」真島一郎編『だれが世界を翻訳するのか』人文書院
- 2006年 「国字本キリシタン文献のimpositionに就て」『訓点語と訓点資料』 119
- 2009年 「キリシタン版の文字と版式」小宮山博史・府川充男編『活字印刷の文化史』勉誠出版
- 2010年 「前期キリシタン版の漢字活字に就て」『国語と国文学』87 (3)
- 2011年 『ひですの経』八木書店 折井善果・白井純と共著
- 2012年 『天草版ラテン文典』八木書店 カルロス・アスンサンと共著

## 論文
- 国立情報学研究所収録論文 - 国立情報学研究所